# The Hurting
The Hurting är Tears for Fears debutalbum, utgivet den 7 mars 1983. Albumet blev #1 på brittiska albumlistan 1983 och platinaskiva 1985. Det innehåller hitlåtarna Mad World, Change och Pale Shelter som alla nådde topp 5 på brittiska singellistan samt en ny version av Suffer the Children som tidigare släppts som gruppens debutsingel.
The Hurting är ett konceptalbum där texterna är inspirerade av Arthur Janovs teorier om primalskrik. Musiken har beskrivits som synthpop med mörka introspektiva inslag. Musikaliska influenser hämtades från bland andra Gary Numan, Peter Gabriel, Talking Heads Remain in Light och David Bowies Scary Monsters samt från grupper som Joy Division, vilka den brittiska musikpressen också gjorde flitiga jämförelser med.
Albumet återutgavs på CD 1999 och som en 30th Anniversary Edition 2013.

## Låtförteckning
1. "The Hurting"  – 4:20
2. "Mad World" – 3:35
3. "Pale Shelter" – 4:34
4. "Ideas as Opiates" – 3:46
5. "Memories Fade" – 5:08
6. "Suffer the Children" – 3:53
7. "Watch Me Bleed" – 4:18
8. "Change" – 4:15
9. "The Prisoner" – 2:55
10. "Start of the Breakdown" – 5:00

Bonuslåtar på CD-utgåvan 1999
- "Pale Shelter" (Long Version) – 7.09
- "The Way You Are" (Extended) – 7.43
- "Mad World" (World remix) – 3.42
- "Change" (Extended Version) – 6.00

Alla låtar är skrivna av Roland Orzabal, utom '"The Way You Are" (Elias/Orzabal/Smith/Stanley).

## Musiker
- Roland Orzabal – sång, gitarr, keyboard
- Curt Smith – sång, elbas, keyboard
- Ian Stanley – keyboard programmering
- Manny Elias – trummor